# Bugatti Type 73

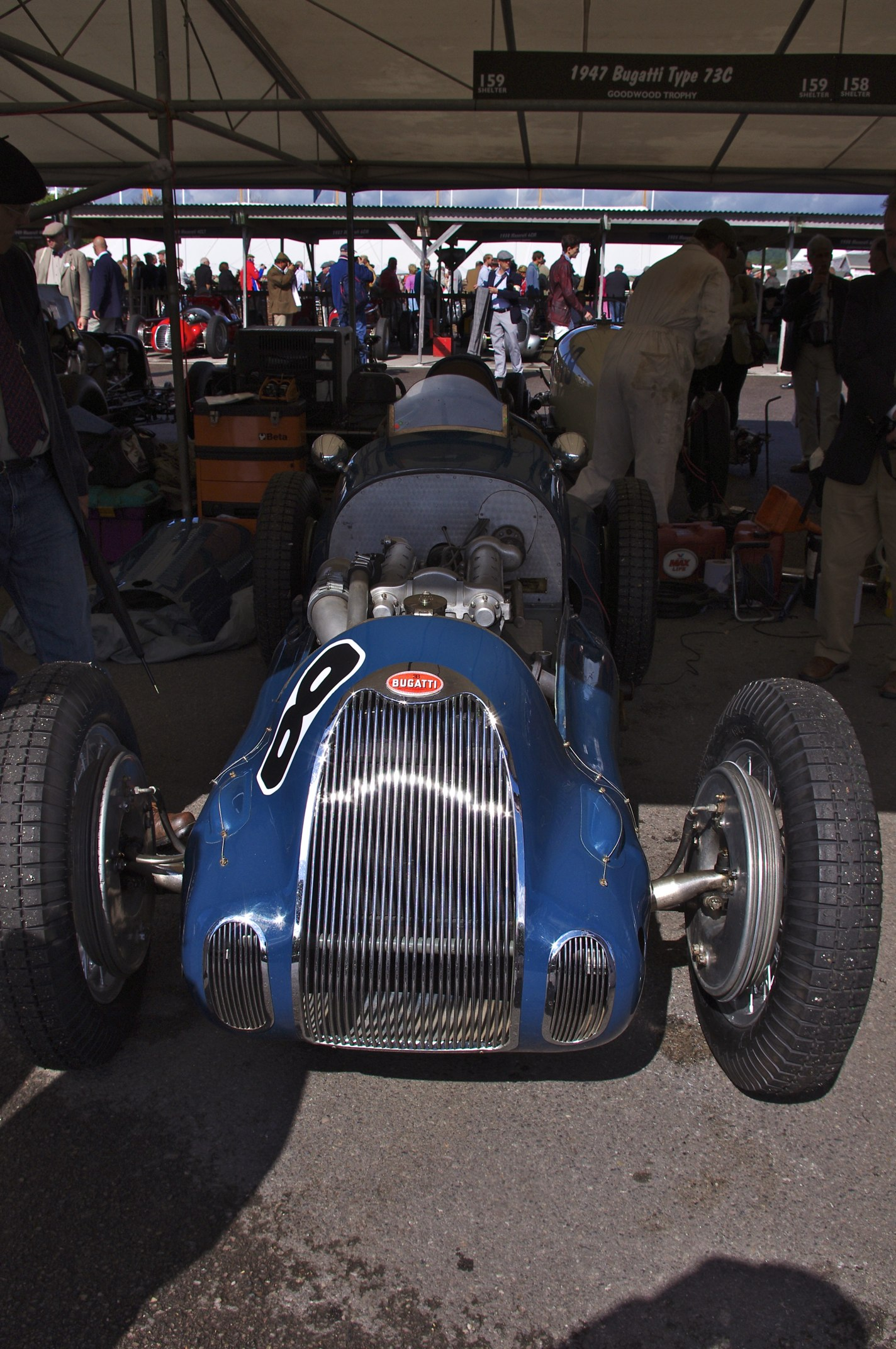
Bugatti Type 73 C

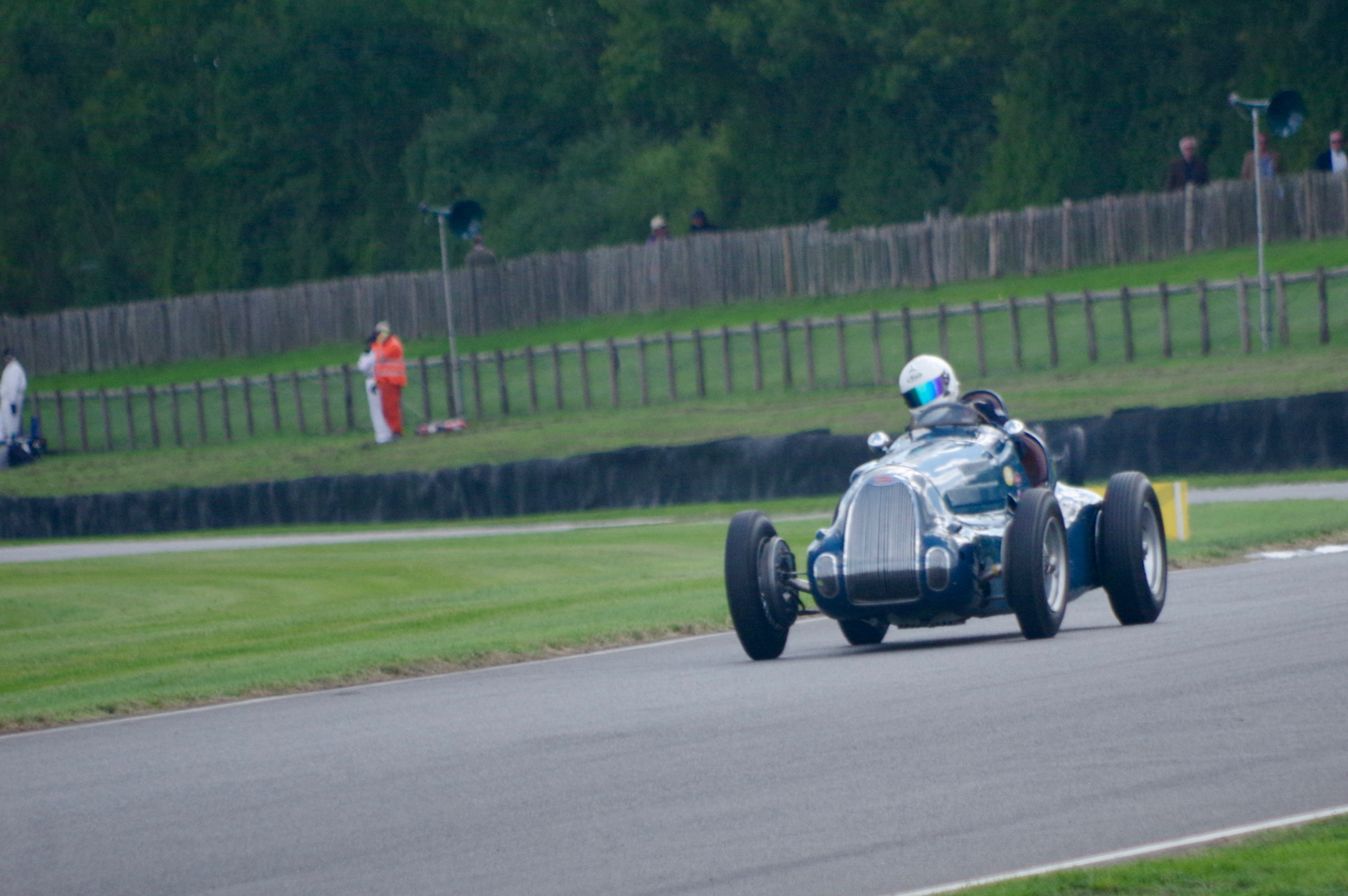
Bugatti Type 73 C auf einer Rennstrecke

Der Bugatti Type 73 ist ein Automobil-Prototyp. Hersteller war Bugatti aus Frankreich.

## Beschreibung
Nach dem Zweiten Weltkrieg versuchte Ettore Bugatti, das Modellangebot neu aufzustellen. Auf dem Pariser Autosalon im Oktober 1946 präsentierte er den Motor für den Kleinstwagen Type 68, der nicht in Serienproduktion ging, und einen 1,5-Liter-Motor. Außerdem entwickelte er ein Fahrzeug der Mittelklasse. Sein Tod im August 1947 verzögerte das Projekt. Im Oktober 1947 standen ein Fahrgestell für ein Straßenfahrzeug und ein Rennmotor gleicher Größe auf dem Pariser Autosalon. Zur Serienfertigung kam es nicht.
Die Motoren für die beiden Ausführungen unterscheiden sich in einigen Details. Gemeinsamkeiten sind ein Vierzylinder-Viertaktmotor in Reihe, 76 mm Bohrung, 82 mm Hub, 1488 cm³ Hubraum, abnehmbarer Zylinderkopf, Solex-Vergaser und Roots-Kompressor. Er ist vorne längs im Fahrgestell eingebaut und treibt über ein Vierganggetriebe und eine Kardanwelle die Hinterachse an.

## Type 73 A und Type 73 B
Für das Straßenfahrzeug sind die Bezeichnungen Type 73 A und Type 73 B überliefert. Der Motor hat nur eine obenliegende Nockenwelle. Je nach Quelle hat jeder Zylinder entweder ein oder zwei Einlassventile, aber nur ein Auslassventil. Genannt werden 100 PS Leistung.
Das Fahrgestell hat je nach Quelle 240 cm oder 260 cm Radstand und 120 cm oder 125 cm Spurweite. Das Fahrzeug wiegt 1000 kg. 160 km/h Höchstgeschwindigkeit sind angegeben. Pourtout fertigte die Karosserie. Es ist ein zweitüriges Coupé mit Schrägheck. Die Türen sind hinten angeschlagen. Die Windschutzscheibe ist zweigeteilt. Das Fahrzeug ist erhalten geblieben und in der Cité de l’Automobile in Mülhausen ausgestellt.

## Type 73 C
Dies ist die Ausführung als Rennwagen. Der Motor hat zwei obenliegende Nockenwellen und je nach Quelle je ein oder zwei Ein- und Auslassventile je Zylinder. Als Motorleistung sind sowohl 230 bis 250 als auch 240 PS angegeben. Die Höchstgeschwindigkeit soll 230 km/h betragen. Für den Radstand sind einheitlich 240 cm und für die Spurweite 120 cm und 125 cm angegeben. Die Fahrzeuge sind 380 cm lang und 138 cm breit. Das Leergewicht beträgt 800 kg. Als Aufbauten sind einsitzige Monoposto und zweisitzige Roadster bekannt, die überwiegend erst Jahre später angefertigt wurden.

## Stückzahlen
Wie so oft bei Bugatti sind sich die Quellen nicht einig. Genannt werden zwei, drei und vier hergestellte Fahrzeuge. Zwei bis vier Fahrzeuge sind erhalten geblieben.